# جیووانی نوتی
جیووانی نوتی (انگلیسی: Giovanni Nuti؛ زادهٔ ۶ نوامبر ۱۹۹۸) بازیکن فوتبال است.
از باشگاه‌هایی که در آن بازی کرده‌است می‌توان به باشگاه فوتبال کیه‌وو ورونا اشاره کرد.